# 圣皮埃尔德马讷维尔
圣皮埃尔-德马讷维尔（法語：Saint-Pierre-de-Manneville，法語發音：[sɛ̃ pjɛʁ də manvil]）是法国滨海塞纳省的一个市镇，属于鲁昂区。

## 地理
圣皮埃尔-德马讷维尔（49°23'33"N, 0°55'54"E）面积10.21 平方千米，位于法国诺曼底大区滨海塞纳省，该省份为法国北部沿海省份，其西部及北部濒大西洋英吉利海峡，东起顺时针与索姆省、瓦兹省、厄尔省和卡爾瓦多斯省接壤。
与圣皮埃尔-德马讷维尔接壤的市镇（或旧市镇、城区）包括：科蒙、莫尼、萨于尔、瓦勒德拉艾。
圣皮埃尔-德马讷维尔的时区为UTC+01:00、UTC+02:00（夏令时）。

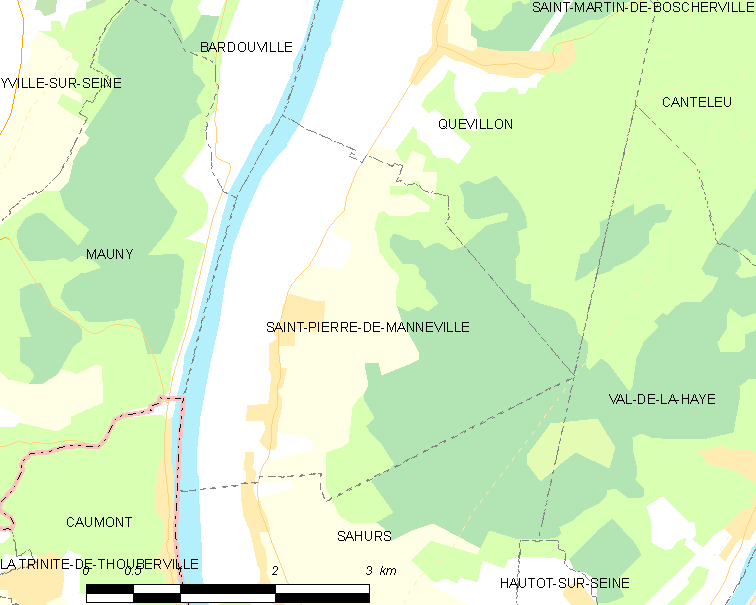
圣皮埃尔-德马讷维尔的OSM定位图

## 行政
圣皮埃尔-德马讷维尔的邮政编码为76113，INSEE市镇编码为76634。

## 政治
圣皮埃尔-德马讷维尔所属的省级选区为康特勒县。

## 人口

1962-2008年间圣皮埃尔-德马讷维尔人口变化图示

圣皮埃尔-德马讷维尔于2022年1月1日时的人口数量为884人。